# PLASTIC
『PLASTIC』（プラスティック）は、日本のテクノポップ女性歌手、Aira Mitsukiの2作目のオリジナルアルバムである。

## 解説
- 2009年7月22日にD-topia Entertainmentよりリリース。「初回盤A(CD+DVD)」、「初回盤B(CD+Remix CD)」、「通常盤(CDのみ)」の3形態での発売。
- Terukadoがトータルプロデュースで、他のアーティスト11人がフィーチャリングやリミックスで参加している。

## 収録曲

### 初回盤
1. ロボットハニー
2. Summeeeeeeeer set (feat. AYUSE KOZUE)
3. ニーハイガール
4. BAD trip (feat. Terukado)
5. CHANGE MY WILL
6. HiGH SD スニーカー
7. distant STARS
8. プラスティックドール
9. サプリ
10. 夏飴 (feat. □□□)
11. Time is (feat. Shigeo(SBK/TheSAMOS))
12. サヨナラ TECHNOPOLiS
13. BARBiE BARBiE
14. Re:†

### 初回盤Remix CD付
1. BARBiE BARBiE -80kidz rmx
2. Summeeeeeeeer set (feat. AYUSE KOZUE) -Terukado rmx
3. HiGH SD スニーカー -Yuki Saito rmx
4. サヨナラ TECHNOPOLiS -Traks Boys rmx
5. Swallowtail D.A.N.C.E. -Cherryboy function rmx
6. チャイナ・ディスコティカ -Substance rmx
7. ロボットハニー -Sound Around rmx
8. Happiness land -I Am Robot and Proud rmx

### 初回盤DVD付
1. カラフル・トーキョーサウンズ・NO.9
2. チャイナ・ディスコティカ
3. GALAXY BOY
4. ロボットハニー
5. サヨナラ TECHNOPOLiS
6. BARBiE BARBiE
7. プラスティックドール
8. Special Clip

### タワーレコード購入者特典ボーナスCD
1. Spring Sky